# Zona Autônoma de Capitol Hill
A Zona Autônoma de Capitol Hill (em inglês: Capitol Hill Autonomous Zone), também conhecida como a Zona, Free Capitol Hill, ou CHAZ, foi uma comunidade intencional autodeclarada e comuna de cerca de 300 residentes, que cobre aproximadamente dez quarteirões no bairro de Capitol Hill, em Seattle, Washington, no noroeste dos Estados Unidos. A Zona foi criada em 8 de junho de 2020, após o prédio da Delegacia Leste ter sido abandonado pelo Departamento de Polícia de Seattle.

## Contexto
Capitol Hill é um distrito no centro de Seattle, conhecido por abrigar comunidades LGBT e de contracultura. O distrito já havia sido um centro para outros protestos em massa, como os protestos de 1999 contra o encontro da OMC em Seattle. Em 29 de maio de 2020, novos protestos começaram em Seattle após o assassinato de George Floyd.
Depois de dias de protestos em repúdio à violência policial fora do prédio da Delegacia Leste de Seattle, Jenny Durkan, prefeita da cidade, anunciou sua intenção de "diminuir as interações" e limitar a presença da polícia no bairro de Capitol Hill. Após uma "retirada policial", os cidadãos ergueram barricadas nas ruas e declararam a área como a "Zona Autônoma do Capitólio".

## Território
A Zona está localizada em torno do prédio da Delegacia Leste, uma delegacia que a polícia abandonou em 10 de junho. Estende-se para o norte até East Denny Way, para o leste até a 13th Avenue, para o sul até East Pike e para o oeste até Broadway. O parque Cal Anderson Park fica dentro da zona.
Manifestantes preocupados com o potencial de um ataque com veículo usaram bloqueios e cercas para construir barricadas escalonadas nos cruzamentos. A entrada do território da Zona é marcada por uma barreira que diz "Você está entrando em Free Capitol Hill", um aceno à uma placa similar em Free Derry, na Irlanda do Norte. Outras placas declaram "Agora você está saindo dos EUA".

### Violência
Em 20 de junho de 2020, por volta das 02h20, um tiroteio no local deixou um jovem de 19 anos morto e outro gravemente ferido. Segundo uma pessoa que ligou à polícia, um homem foi visto descendo de uma SUV preta carregando um rifle antes de o tiroteio ter início. Devido a um de seus ideais ser a dissolução da polícia, bem como por se autodeclararem uma zona livre da presença policial (sua presença não é permitida), policiais que chegaram ao local para investigar os fatos foram duramente rechaçados pelos manifestantes, o que impossibilitou o acesso deles às vítimas. Mais tarde a polícia foi informada de que as vítimas foram transportadas ao Centro Médico de Harborview.
No dia seguinte, um adolescente de 17 anos foi baleado no braço próximo a Carl Anderson Park. Ele foi transportado ao hospital por um carro particular e se recusou a falar com os investigadores. 
Em 23 de junho, um outro homem foi baleado na panturrilha dentro da região. Médicos e policiais que chegaram para atender a ocorrência disseram que encontraram o indivíduo fora da área de CHAZ. O homem também se recusou a colaborar com as investigações policiais.
Na madrugada do dia 29 de junho, um adolescente de 16 anos foi morto e outro de 14 anos foi gravemente ferido durante um tiroteio. As vítimas foram transportadas por um veículo privado ao hospital. Os manifestantes, mais uma vez, não colaboraram com a investigação policial.
Além desses episódios, relatam-se vários outros tipos de crimes que ocorreram no local, tais como estupros, roubos, agressões e outras espécies de crimes violentos.

## Governança interna
A Zona Autônoma de Capitol Hill não possui um sistema centralizado de governança, operando como uma região anarquista de facto. Os ocupantes declaram como suas intenções criar um bairro além do policiamento e uma sociedade onde a polícia não seja mais necessária.
Membros do grupo Puget Sound John Brown Gun Club, auto-descrito como anti-fascista, anti-racista e pró-trabalhador foram vistos carregando rifles na Zona.

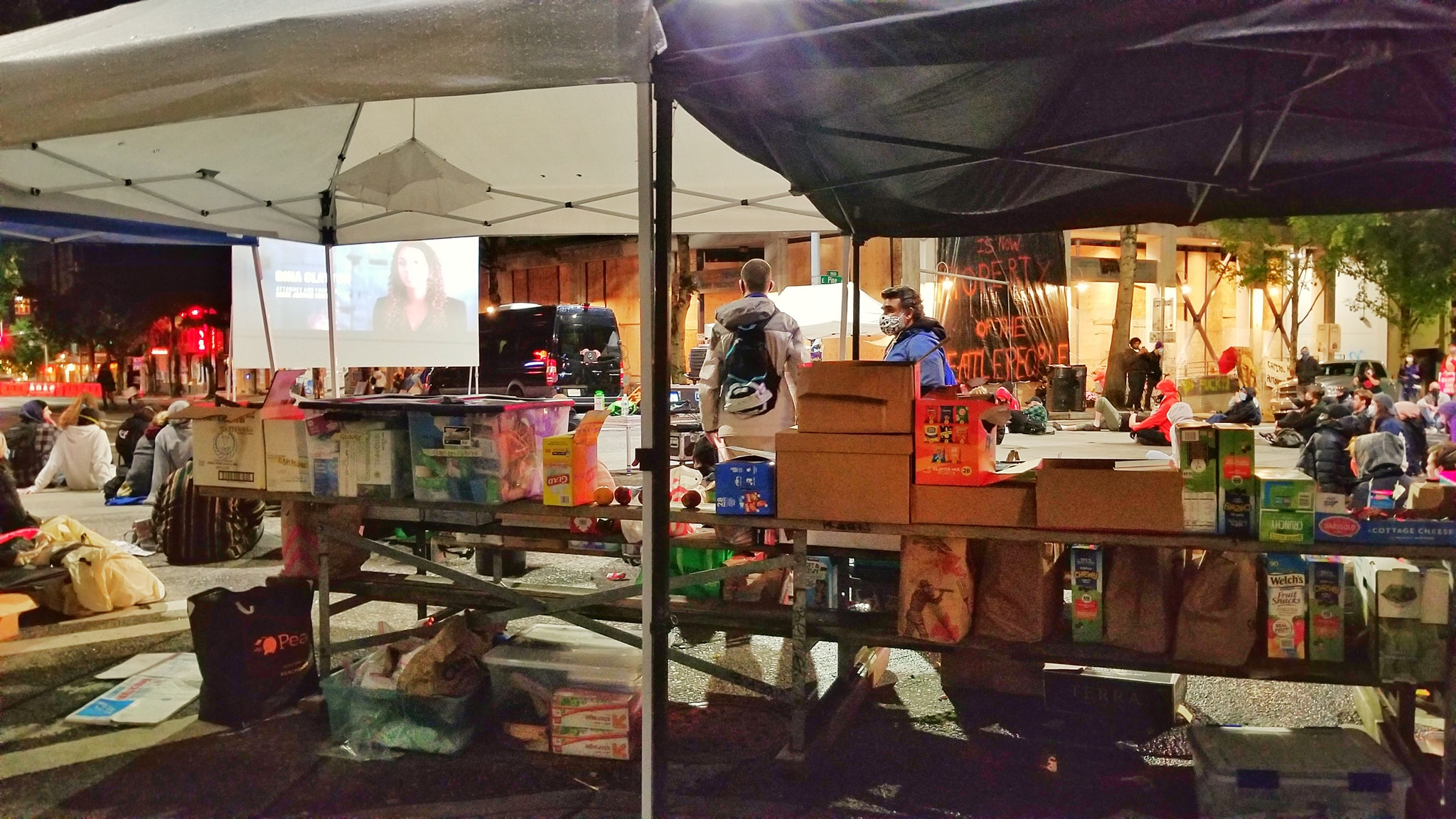
Uma foto da barraca de lanches e suprimentos na Zona Autônoma de Capitol Hill.

### Demandas
No dia 9 de junho de 2020, um texto com trinta demandas foi publicado no site Medium, o qual foi "extensivamente compartilhado pelas pessoas no local e familiares com a situação [...]". As demandas incluem a inversão da gentrificação de Seattle através da regulamentação dos alugueis, a abolição do Departamento de Polícia de Seattle e sua corte, e uma investigação federal sobre a violência policial, entre outras demandas.
Em uma parede dentro da Zona Autônoma, foram escritas três das demandas: cortar o financiamento da polícia, redirecionar mais dinheiro público para as comunidades, e remover as acusações contra os manifestantes. Outras demandas incluem abolição das cadeias, eliminação dos registros de apreensão de pessoas relacionados a canábis, e anistia de prisioneiros. Existe um debate interno na Zona sobre quantas demandas a comuna deveria estar realizando, onde alguns acreditam que esta é um revolução de maior escala e outros acreditam ser mais importante focar na violência policial.

### Cultura e comodidades
Barracas foram montadas ao lado da antiga delegacia, a fim de ocupar o espaço. A cooperativa No Cop foi criada em 9 de junho, oferecendo água gratuita, desinfetante para as mãos, lanches doados pela comunidade e kebabs. Na esquina das ruas 12 com Pine foi criada uma praça para aulas. Um cinema ao ar livre com sistema de som e projetor foi montado e usado para exibir filmes ao ar livre. O primeiro filme exibido foi 13th, documentário de Ava DuVernay sobre raça e encarceramento em massa. Banheiros químicos foram fornecidos pelo Departamento de Transportes de Seattle. Manifestações pacíficas foram organizadas, incluindo "uma invasão" da prefeitura de Seattle, exigindo a renúncia de Jenny Durkan. Os serviços da cidade ainda estão sendo prestados à Zona, incluindo a remoção de lixo e os serviços dos bombeiros, e o Departamento de Polícia de Seattle declarou que responderá chamadas na Zona.
Muitos ocupantes da Zona adotaram um guarda-chuva rosa como emblema não oficial do movimento. Escudos caseiros feitos pelos manifestantes para protegê-los em protestos foram decorados com estêncil de guarda-chuvas rosa.

## Reações e reconhecimento
A prefeita Durkan declarou que "acalmará a situação" dentro da Zona, enquanto a chefe de polícia de Seattle, Carmen Best, disse que seus policiais analisariam diferentes abordagens para "reduzir a pegada deles" no bairro de Capitol Hill. A integrante do Conselho da Cidade de Seattle Kshama Sawant (do partido Socialist Alternative) falou com os ocupantes da Zona no Cal Anderson Park em 8 de junho de 2020. Ela pediu aos manifestantes que transformassem a delegacia em um centro comunitário de justiça restaurativa.
Em 9 de junho, o senador republicano Ted Cruz, do Texas, declarou que a Zona estava "colocando a vida das pessoas em risco".
A Zona Autônoma recebeu reconhecimento do sindicato dos Trabalhadores Industriais do Mundo (IWW) e foi elogiada pela revista Industrial Worker da IWW.

## Fim
Em 1º de julho de 2020, devido ao aumento da violência no local, a prefeita de Seattle Jenny Durkan determinou a expulsão dos manifestantes de CHAZ. Dezenas de policiais compareceram ao local para dispersar a multidão, fato que resultou na detenção de mais de 30 pessoas. Assim foi encerrada a Zona Autônoma de Capitol Hill.